# Obereopsis medionigripennis
Obereopsis medionigripennis är en skalbaggsart som beskrevs av Stefan von Breuning 1956. Obereopsis medionigripennis ingår i släktet Obereopsis och familjen långhorningar. Inga underarter finns listade i Catalogue of Life.